# 1927年芝加哥市长选举
1927年芝加哥市长选举于1927年4月5日举行，竞选连任的民主党市长威廉·埃米特·德沃不敌曾于1915至1923年任市长的共和党候选人威廉·黑尔·汤普森。芝加哥前卫生专员约翰·迪尔·罗伯逊本是汤普森的盟友，两人关系闹僵后独立参选，获得超过五个百分点的普选票。此后截至2023年，共和黨人都没有再当上芝加哥市长。
德沃个人反对禁酒令，但还是坚决执行，导致芝加哥的走私和暴力活动增多，支持他的民众减少，汤普森与罗伯逊抓住机遇参选。汤普森承诺不再禁酒，宣称这是英国企图重新控制美国的阴谋，罗伯逊则承诺抑制犯罪浪潮。汤普森猛烈抨击竞选对手，众所周知他的竞选是由艾爾·卡彭支持并注资。德沃的支持者反击汤普森的说法，断言德沃施行的政策是芝加哥人民最明智、最“体面”的选择。最终汤普森获胜，芝加哥在美国的城市形象因此受损。

## 背景
民主党人威廉·埃米特·德沃（William Emmett Dever）1923年当选芝加哥市长，上台初期主要关注改革。发现走私犯对市政府无孔不入的腐败渗透后，他决心严厉打击非法酒类贸易，加大禁酒令执法力度。德沃本人反对禁酒，但坚持对法律一视同仁，认为有选择地执行法律只会导致法治崩溃。禁酒令的执行起初卓具成效，甚至有报导认为德沃有望成为竞选美国总统的黑马。但是，酒类供应有限促使走私竞争激烈，市内暴力犯罪与日俱增，市民对市长的认可度降低。德沃知道推行禁酒对市长任期不利，再加上身体健康状况不佳，私营机构又愿花大价钱聘请，他起初不打算在1927年竞选连任。芝加哥民主党首脑乔治·布伦南（George E. Brennan）觉得面对汤普森的竞选只有德沃最具胜算，与企业家朱利叶斯·罗森瓦德说服德沃参选。
共和党人威廉·黑尔·“大比尔”·汤普森曾于1915至1923年连续担任两任市长，看到民主党的颓势他出马第三次竞选市长，承诺不再执行禁酒令。汤普森曾于1923年决定不竞选连任，但他凭借花费2.5万美元建造、艏饰像还是他头像的“大比尔号”（Big Bill）高低桅帆船一直停留在公众视野，准备开着这艘船远赴婆罗洲，寻找会爬树的鱼，这显然是伊利诺伊州航道的宣传噱头。芝加哥的非裔美国人社区对他青眼有加，1900至1902年全市黑人最多的第二选区在芝加哥市议会就是由他代表。汤普森因之前的任期树敌很多，如《芝加哥論壇報》和《芝加哥每日新闻》（Chicago Daily News），而且包括芝加哥共和党头目弗雷德里克·伦丁（Frederick Lundin）在内的昔日盟友也已分道扬镳。
约翰·迪尔·罗伯逊简称，绰号“迪尔大夫”（Doctor Dill）和“腌莳萝”（Dill Pickle），曾于1915至1922年任芝加哥卫生专员，然后出任芝加哥教育委员会主席，是汤普森的盟友，但在伦丁支持下参加共和党初选，与汤普森争夺共和党提名。罗伯逊参选时正担任西区公园董事会主席，承诺遵照法律要求执行禁酒令，保证一旦当选就会在30天以内粉碎市内有组织犯罪集团，他把枪手团伙比作脓肿，把走私喻为阑尾。经伦丁要求，罗伯逊后来退出共和党初选，为爱德华·里辛格（Edward R. Litsinger）让路，罗伯逊还同意，只要里辛格赢得初选，他不会以独立候选人身份参加普选。竞选早期，汤普森曾抓来活的老鼠，摆出一副与之辩论的架势，声称它们分别代表罗伯逊和伦丁。

## 初选
市长、司库、书记员和首轮市议员的党内初选均在这年2月22日举行。

### 民主党初选

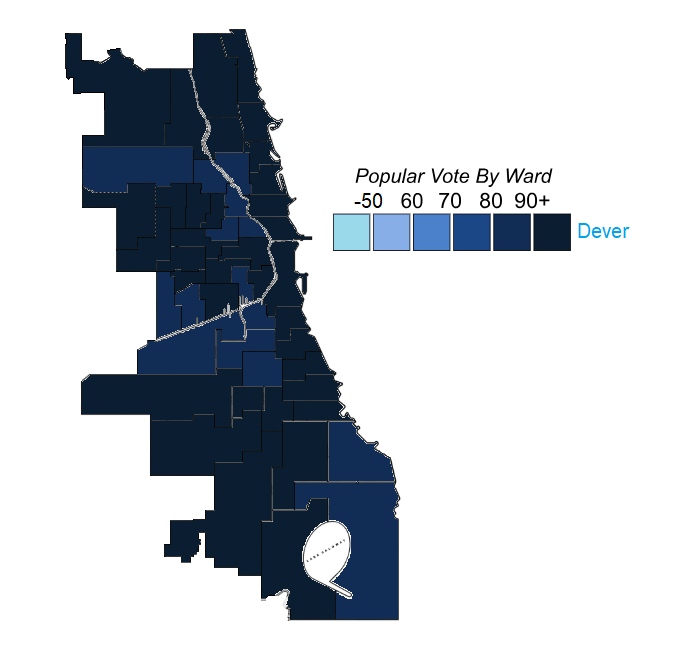
各选区民主党初选结果，颜色越深代表德沃得票率越高

德沃在民主党内没有值得一提的对手。第27选区律师马丁·沃尔什（Martin Walsh）于2月2日递交参选文件，自称拥有“老一辈市政领导人”的支持，参选目的只是要“给德沃市长热身”。2月11日，前伊利诺伊州副州长巴拉特·奥哈拉（Barratt O'Hara）退出选举，声称根本看不到战胜德沃的希望，反对德沃的民主党人应该会在共和党初选中投票支持汤普森。
德沃在初选中以绝对优势取胜，不但赢得所有选区，而且统计选票中的支持率超过九成，但他的得票总数远不及汤普森在共和党初选中的得票数。他的支持者声称这不是什么坏兆头，不过是民主党初选根本毫无悬念，所以许多支持德沃的选民没有投票，或是在共和党初选中把票投给他们眼中无甚胜算的汤普森，让他获得共和党提名。德沃自认能在普选中以超过60万票的优势赢得连任。
| 党派   | 党派   | 候选人                   | 得票数  | 百分比  |
| ------ | ------ | ------------------------ | ------- | ------- |
|        | 民主党 | 威廉·埃米特·德沃（在任） | 149,422 | 91.85   |
|        | 民主党 | 马丁·沃尔什              | 13,260  | 8.15    |
| 投票率 | 投票率 | 投票率                   | 100.00% | 100.00% |

### 共和党初选

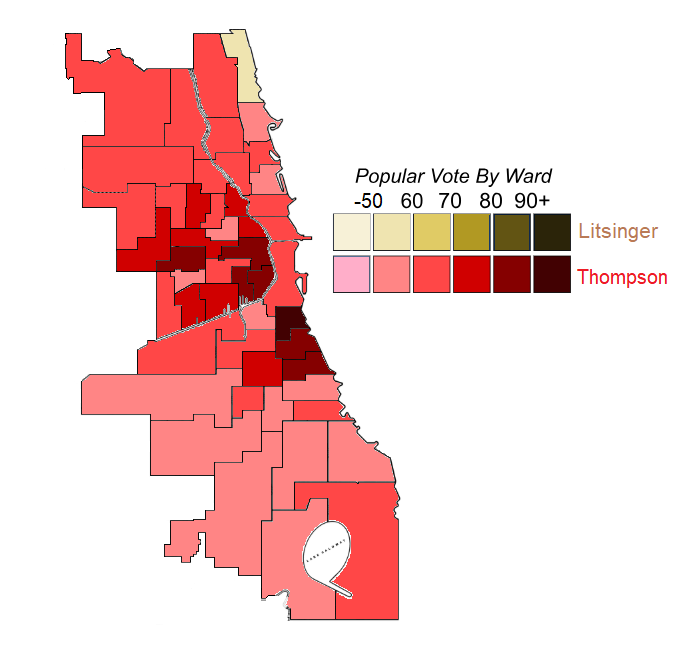
各选区共和党初选结果，颜色越深代表汤普森得票率越高

爱德华·里辛格是库克县审核委员会主席，拥有改革派联邦参议员查尔斯·德尼（Charles S. Deneen）和州司法部长爱德华·布伦戴奇（Edward J. Brundage）的支持，其中布伦戴奇还因支持里辛格与政治盟友罗伯特·克劳（Robert E. Crowe）分道扬镳。里辛格于1月9日公布竞选纲领，承诺迫使市议会通过法令，结束芝加哥电车线路争夺战，组建控制委员会并整合所有运输线路，建造地铁，推动警方调查猖獗的犯罪行为，研究近来税收增加的原因，寻找退税于民的潜在手段，清理街头巷尾的魑魅魍魉。
罗伯逊本计划参加初选，后来接受伦丁的要求退出，为里辛格让路，如果里辛格未能赢得初选，他计划以独立候选人身份加入普选。2月2日，曾在警队工作的尤金·麦卡弗里（Eugene McCaffrey）递交竞选申请，但所附请愿书引来质疑，因为上面许多人的签名看起来都是同一人所写。最终他得以参加初选，获得1500余票。
共和党初选争斗非常激烈，汤普森指责罗伯逊吃起东西来不知检点，“胡子里有鸡蛋（残渣），汗衫上沾着汤水，搞不准这大夫当年是坐垃圾车去上学”。罗伯逊于是指控汤普森贪污还以颜色。里辛格同样指称汤普森腐败，还称他通过阴谋手段搞到五万张民主党人的选票。汤普森和里辛格都断定自己会成为最后赢家，指控对方以阴谋手段企图在初选中混水摸鱼。
汤普森发出公开信，指控布伦戴奇和伦丁都是郊区居民，背叛支持他们的城市草根阶层。他还声称，来自芝加哥新城后院街区（Back of the Yards）的里辛格同样背叛支持他的选民，信中质问：“你都搬到黄金海岸去了，还想加入萊克福雷斯特的上流社会，进而成为莱克县居民吗？”
汤普森出人意料地大获全胜，许多人甚至对他赢得初选都很惊讶。他在全市50个选区中的49个胜出，罗伯逊的支持者和民主党领导人宣称这是因为许多民主党选民把票投给汤普森，促使他获得共和党提名，这样德沃在普选中的胜算更大。汤普森赢得共和党初选，罗伯逊于是在2月23日宣布作为独立候选人加入普选。
| 党派   | 党派   | 候选人           | 得票数  | 百分比  |
| ------ | ------ | ---------------- | ------- | ------- |
|        | 共和党 | 威廉·黑尔·汤普森 | 342,279 | 67.62   |
|        | 共和党 | 爱德华·里辛格    | 162,240 | 32.05   |
|        | 共和党 | 尤金·麦卡弗里    | 1,633   | 0.32    |
| 投票率 | 投票率 | 投票率           | 100.00% | 100.00% |

## 普选

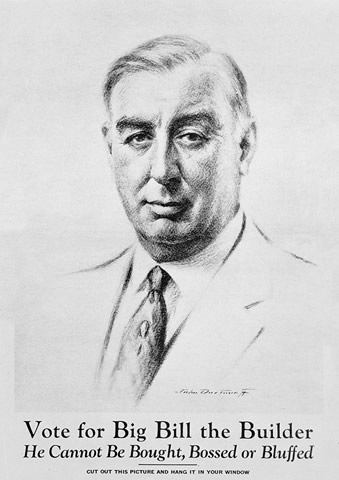
汤普森竞选海报

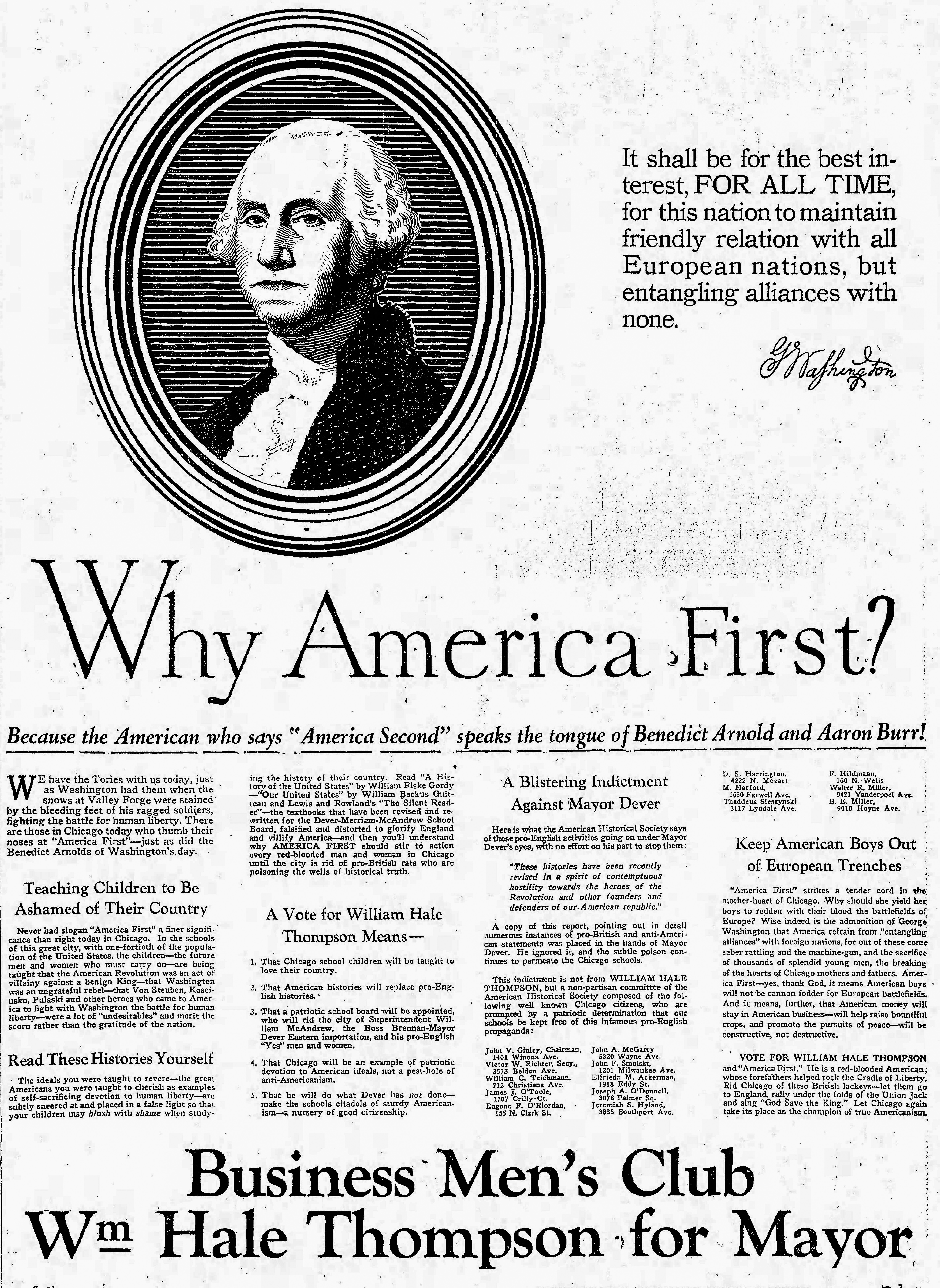
印有“美国优先”口号，呼吁支持汤普森的竞选广告

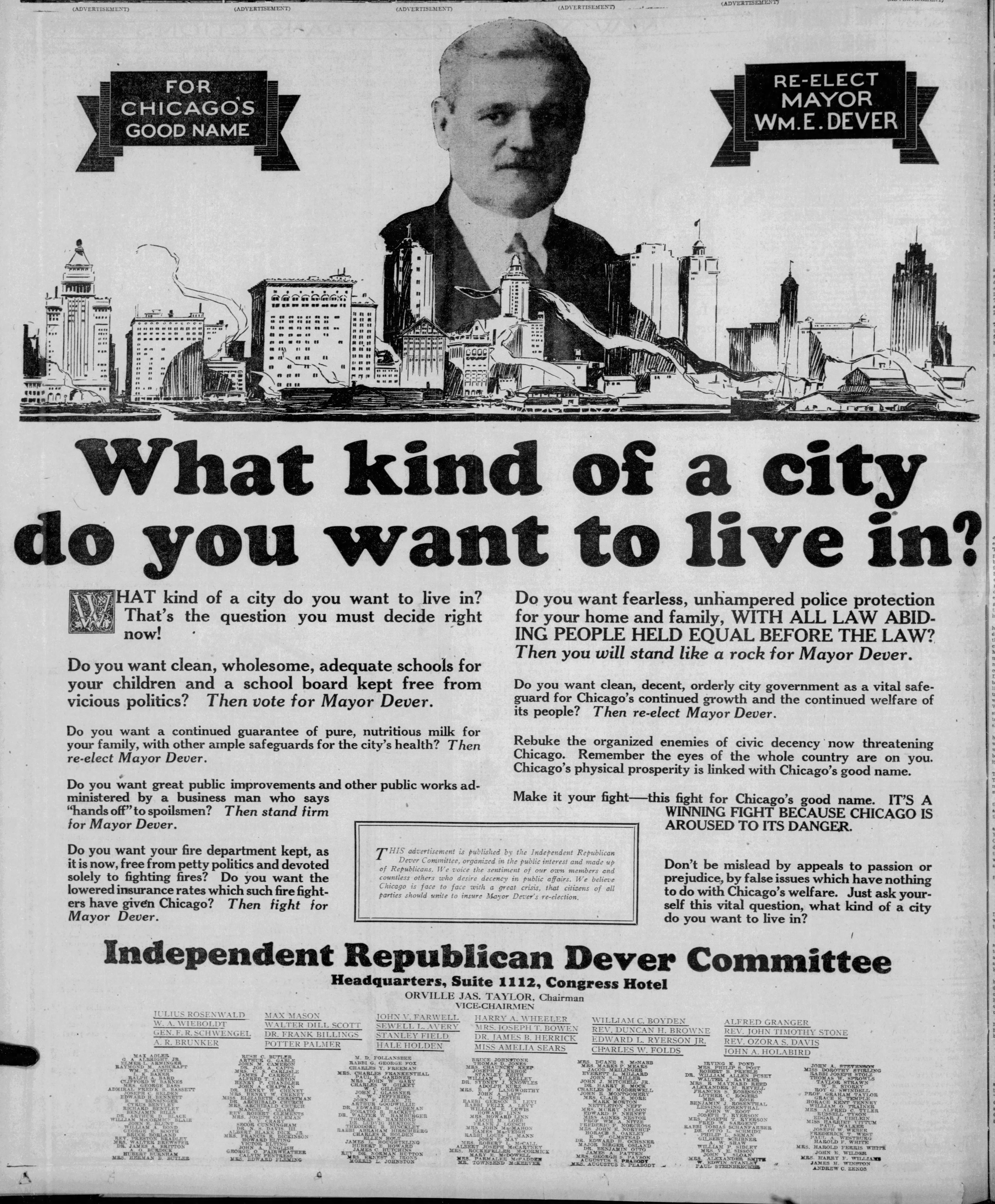
“独立德沃委员会”在《芝加哥論壇報》刊登的广告

市长、司库、书记员和市议员普选均在这年4月5日举行。

### 竞选
汤普森指控德沃叛國，他以“美國優先”为竞选口号，宣称芝加哥学校事务监理威廉·麦克安德鲁（William McAndrew）是英王乔治五世派来的英国间谍，阴谋联合其他手段操纵美国儿童的思想，为英国再度把控美国打基础，“大傻冒”德沃也参与其中。汤普森的理由是，麦克安德鲁曾批评阿奇博尔德·威拉德的画作《76年精神》（The Spirit of '76），还为学校使用那些在他看来“不爱国”的教科书大开方便之门。汤普森宣称，秉持“美国优先”政策的候选人都会胜出，让“英格兰国王发现他压根儿就他妈不得人心”，还暗示他可能会把德沃投进大狱。他还称德沃“软弱、缺乏勇气和男子气概，根本不知道如何战斗”，并承诺中止执行禁酒令，改革警察部门。汤普森还谴责國際聯盟与世界法院。布伦南表示，“所有的流氓都支持汤普森”，汤普森则利用这句话反称民主党人都是看不起草根选民的精英主义者。为争取德裔选民支持，汤普森称：
我在战争期间信守承诺保护人民，他们就说我是亲德分子。有些人根本不在乎你或者他对神许下的承诺，要是把票投给这种人，你必然要付出代价。如果我当上市长，我会建起世界上最大的市政厅，你们两万五千德裔必能前所未有地畅所欲言。
德沃不愿像汤普森那样攻讦对手，承诺在“体面、友好、没有恶意或耸人听闻相互攻击”的基础上就实质问题与其他候选人辩论。德沃还表示，遭遇汤普森指控就是对他的肯定，也根本不值得他回应，而且共和党候选人对国际事务的看法也与芝加哥市长权责无关。他的竞选口号是“德沃代表体面”和“芝加哥史上最佳市长”，支持德沃独立共和党委员会的口号也是“德沃代表体面”。德沃竞选初期一度重点宣传他执政期间的成绩，如建设瓦克大道（Wacker Drive）和51所新学校，以及在他助力下通过的纯牛奶法令。他承诺继续建设，如期待已久的州街地铁（State Street subway）、拓宽拉萨勒街等。不过，德沃承认他不是超人，没有办法彻底消除犯罪。
汤普森和德沃的支持者也没闲着，相互攻击时不惜诉诸偏执手段。共和党人用反天主教言论攻击德沃；民主党人利用汤普森与芝加哥黑人社区关系友好大作文章，意图以种族对立为突破口争取其他族裔选民，声称汤普森当选将导致“黑鬼至上”。民间开始流传宣传卡片，正面是汤普森亲吻黑人男孩，背面附有字样：“汤普森——非裔优先”。部分民主党人雇请黑人前往白人社区为汤普森拉票，以期吓唬白人选民并激起反感。他们还前往白人通常不去的市中心，在汤普森竞选总部外举行假集会，吸引支持汤普森的黑人选民。各候选人的支持者都指控对方阴谋通过上不得台面的战术窃取选举果实。
罗伯逊坚持“粉碎犯罪”的竞选纲领，承诺“找到另一个西奥多·罗斯福”出任警察局长，在30天内粉碎有组织犯罪集团。1907年曾作为社会党候选人参选市长的乔治·库普（George Koop）也加入普选大战。

### 各方支持
德尼初选落败后支持汤普森，库克县工薪族联盟在《芝加哥论坛报》为汤普森刊登广告，称全市九成五的工会支持他。威廉·赫斯特旗下两家报纸、非裔美国人主流报纸《芝加哥捍卫者报》 （The Chicago Defender）、芝加哥最二畅销的意大利裔报纸《意大利》（L'Italia）均表态支持汤普森。民主党初选中德沃的对手沃尔什多次在公共场合为汤普森演说拜票。承诺放宽禁酒令后，汤普森还得到艾爾·卡彭表态支持，而且卡彭对汤普森的支持已是众所周知，他用手下啤酒走私商的孝敬作为政治献金，汤普森共拿到十万到五十万美元。其他支持汤普森的犯罪头目还包括杰克·祖塔（Jack Zuta）、蒂莫西·墨菲（Timothy D. Murphy）和文森特·德鲁奇（Vincent Drucci），其中祖塔提供的政治献金达五万美元。
知名改革派人士以“德沃代表体面”之名为德沃摇旗呐喊，如查尔斯·爱德华·梅里亚姆、哈丽特·维特姆（Harriet Vittum）、哈罗德·艾克斯（Harold L. Ickes）和珍·亞當斯。芝加哥牧师协会表态支持德沃，称他“芝加哥史上最佳市长……就像天主教徒忠于神一样忠于公民”。公开表态支持他的各界人士包括企业家罗森瓦尔德、塞维尔·艾弗里（Sewell Avery）和威廉·威堡（W. A. Wieboldt），芝加哥大学校长马克斯·梅森（Max Mason）、西北大学校长沃尔特·迪尔·斯科特（Walter Dill Scott）、律师奥维尔·詹姆斯·泰勒（Orville James Taylor），社交名流路易丝·德科文·鲍恩（Louise deKoven Bowen）、小爱德华·瑞尔森（Edward Ryerson Jr），以及建筑商波特·帕尔默（Potter Palmer）和唐纳德·里奇伯格（Donald Richberg）。芝加哥四家日报，全市最大的波兰裔、意大利裔和犹太裔报纸都支持德沃。
市议会第43选区议员亚瑟·阿尔伯特支持罗伯逊，阿尔伯特的对头泰特斯·哈法（Titus Haffa）支持汤普森。伦丁所在第41选区的议员亨利·巴特曼（Henry F. Batterman）起初支持罗伯逊，但后来转为支持汤普森。

### 结果
汤普森以超过五成一的得票率赢得选举，拿下全市50个选区中的28个。汤普森从竞选早期就一直占据主导地位，德沃的支持者穷于应付对手进攻，最终未能充分宣传德沃的构想和理念。
芝加哥内城选区的白人工薪阶层本是民主党票仓，但德沃的得票率显著下滑，他在芝加哥湖岸地区的白人盎格魯-撒克遜新教徒选民中支持率上升，这里一向是共和党地盘。汤普森获得超过九成的黑人选票，以5.9万余票的大幅领先拿下三个黑人选区。研究结果表明，汤普森在波兰裔美国人中的得票率为42.2%，德沃54.07%，罗伯逊3.73%，但也有文献认为支持汤普森的波兰裔最多可能有四成六。部分来源指出，汤普森在通常坚定支持民主党的捷克裔和立陶宛裔美国人中分别得票四成一和四成三。他在德裔、瑞典裔、意大利裔和犹太裔选民中的得票率均超过六成。爱德华·马祖（Edward Mazur）的研究把犹太选民分成两部分，分别是欧洲/德国犹太人和东欧犹太人，汤普森获得五成五的东欧犹太人支持，德沃只有四成一；但德裔犹太人有六成二支持德沃，只有三成五支持汤普森。
| 党派   | 党派                 | 候选人                   | 得票数  | 百分比  |
| ------ | -------------------- | ------------------------ | ------- | ------- |
|        | 共和党               | 威廉·黑尔·汤普森         | 515,716 | 51.58   |
|        | 民主党               | 威廉·埃米特·德沃（在任） | 432,678 | 43.28   |
|        | 人民有权粉碎犯罪团伙 | 约翰·迪尔·罗伯逊         | 51,347  | 5.14    |
|        | 社会党               | 乔治·库普                | 2       | 0.00    |
| 投票率 | 投票率               | 投票率                   | 100.00% | 100.00% |

| 选区     | 德沃    | 德沃得票率 | 汤普森  | 汤普森得票率 | 罗伯逊 | 罗伯逊得票率 | 库普 | 库普得票率 |
| -------- | ------- | ---------- | ------- | ------------ | ------ | ------------ | ---- | ---------- |
| 第一选区 | 11,076  | 70.38%     | 3,931   | 24.98%       | 731    | 4.64%        | –    | –          |
| 第二选区 | 1,791   | 6.76%      | 24,169  | 91.25%       | 526    | 1.99%        | –    | –          |
| 第三选区 | 3,484   | 11.02%     | 27,715  | 87.64%       | 423    | 1.34%        | –    | –          |
| 第四选区 | 6,848   | 25.00%     | 20,107  | 73.40%       | 439    | 1.60%        | –    | –          |
| 第五选区 | 13,148  | 54.47%     | 10,236  | 42.40%       | 756    | 3.13%        | –    | –          |
| 第六选区 | 12,220  | 51.02%     | 10,843  | 45.27%       | 887    | 3.70%        | –    | –          |
| 第七选区 | 15,416  | 52.33%     | 12,969  | 44.02%       | 1,077  | 3.70%        | –    | –          |
| 第八选区 | 13,226  | 47.19%     | 13,256  | 47.30%       | 1,543  | 5.51%        | –    | –          |
| 第九选区 | 6,766   | 41.70%     | 7,654   | 47.17%       | 1,805  | 11.12%       | –    | –          |
| 第十选区 | 4,547   | 34.07%     | 7,913   | 59.29%       | 886    | 6.64%        | –    | –          |
| 第11选区 | 6,882   | 54.55%     | 5,253   | 41.64%       | 480    | 3.80%        | –    | –          |
| 第12选区 | 8,433   | 44.06%     | 10,031  | 52.41%       | 676    | 3.53%        | –    | –          |
| 第13选区 | 6,379   | 65.29%     | 3,214   | 32.89%       | 178    | 1.82%        | –    | –          |
| 第14选区 | 10,163  | 55.90%     | 7,685   | 42.27%       | 332    | 1.83%        | –    | –          |
| 第15选区 | 15,268  | 50.54%     | 13,437  | 44.48%       | 1,506  | 4.98%        | –    | –          |
| 第16选区 | 9,049   | 47.57%     | 9,288   | 48.82%       | 687    | 3.61%        | –    | –          |
| 第17选区 | 8,389   | 45.51%     | 8,977   | 48.70%       | 1,069  | 5.80%        | –    | –          |
| 第18选区 | 11,727  | 49.63%     | 10,803  | 45.72%       | 1,098  | 4.65%        | –    | –          |
| 第19选区 | 15,822  | 49.82%     | 14,240  | 44.83%       | 1,699  | 5.35%        | –    | –          |
| 第20选区 | 4,200   | 34.12%     | 7,822   | 63.55%       | 286    | 2.32%        | –    | –          |
| 第21选区 | 6,239   | 48.53%     | 6,167   | 47.97%       | 451    | 3.51%        | –    | –          |
| 第22选区 | 7,721   | 57.96%     | 4,688   | 35.19%       | 913    | 6.85%        | –    | –          |
| 第23选区 | 10,282  | 55.42%     | 7,338   | 39.55%       | 934    | 5.03%        | –    | –          |
| 第24选区 | 8,174   | 58.89%     | 5,361   | 38.63%       | 344    | 2.48%        | –    | –          |
| 第25选区 | 6,740   | 56.58%     | 4,608   | 38.68%       | 564    | 4.73%        | –    | –          |
| 第26选区 | 4,853   | 40.02%     | 6,948   | 57.30%       | 325    | 2.68%        | –    | –          |
| 第27选区 | 7,164   | 42.47%     | 8,565   | 50.78%       | 1,139  | 6.75%        | –    | –          |
| 第28选区 | 6,035   | 33.44%     | 10,377  | 57.50%       | 1,635  | 9.06%        | –    | –          |
| 第29选区 | 12,059  | 49.35%     | 11,095  | 45.40%       | 1,283  | 5.25%        | –    | –          |
| 第30选区 | 16,998  | 53.28%     | 13,479  | 42.25%       | 1,424  | 4.46%        | –    | –          |
| 第31选区 | 3,864   | 41.98%     | 5,069   | 55.07%       | 272    | 2.95%        | –    | –          |
| 第32选区 | 5,392   | 48.58%     | 5,204   | 46.89%       | 503    | 4.53%        | –    | –          |
| 第33选区 | 5,603   | 47.69%     | 5,562   | 47.34%       | 585    | 4.98%        | –    | –          |
| 第34选区 | 6,416   | 50.22%     | 5,812   | 45.50%       | 547    | 4.28%        | –    | –          |
| 第35选区 | 4,254   | 29.11%     | 9,150   | 62.61%       | 1,208  | 8.27%        | 2    | 0.01%      |
| 第36选区 | 5,027   | 30.05%     | 10,293  | 61.54%       | 1,407  | 8.41%        | –    | –          |
| 第37选区 | 14,647  | 42.70%     | 16,366  | 47.71%       | 3,288  | 9.59%        | –    | –          |
| 第38选区 | 6,431   | 40.35%     | 8,529   | 53.51%       | 978    | 6.14%        | –    | –          |
| 第39选区 | 13,621  | 43.72%     | 15,709  | 50.43%       | 1,822  | 5.85%        | –    | –          |
| 第40选区 | 9,877   | 33.26%     | 18,139  | 61.08%       | 1,681  | 5.66%        | –    | –          |
| 第41选区 | 10,961  | 36.60%     | 17,212  | 57.47%       | 1,778  | 5.94%        | –    | –          |
| 第42选区 | 6,879   | 50.63%     | 6,255   | 46.03%       | 454    | 3.34%        | –    | –          |
| 第43选区 | 5,601   | 37.65%     | 8,431   | 56.68%       | 844    | 5.67%        | –    | –          |
| 第44选区 | 6,887   | 42.54%     | 8,386   | 51.79%       | 918    | 5.67%        | –    | –          |
| 第45选区 | 5,897   | 36.36%     | 9,378   | 57.83%       | 942    | 5.81%        | –    | –          |
| 第46选区 | 6,668   | 38.39%     | 9,515   | 54.78%       | 1,188  | 6.84%        | –    | –          |
| 第47选区 | 7,893   | 34.61%     | 12,754  | 55.92%       | 2,161  | 9.47%        | –    | –          |
| 第48选区 | 8,037   | 42.79%     | 9,619   | 51.22%       | 1,125  | 5.99%        | –    | –          |
| 第49选区 | 16,797  | 55.14%     | 12,233  | 40.16%       | 1,433  | 4.70%        | –    | –          |
| 第50选区 | 10,827  | 40.30%     | 13,935  | 51.86%       | 2,107  | 7.84%        | –    | –          |
| 合计     | 432,678 | 43.28%     | 515,716 | 51.58%       | 51,347 | 5.14%        | 2    | 0.00%      |

## 影响
1927年市长选举的结果导致芝加哥在全国范围形象受损。威尔·罗杰斯（Will Rogers）称：“他们想依靠更多的好人投票来击败比尔（汤普森），但芝加哥根本没那么多好人”。《圣路易斯星报》（St. Louis Star-Times）宣布：“芝加哥依然是极其野蛮的西部城镇，正正经经办实事总赶不上耍手段吃香”。面对恶劣的竞选环境，哲学家威尔·杜兰特感叹民主已死。
专业人士认定汤普森是因积极竞选取胜，竞选活动为选民提供娱乐，相比之下，德沃一直在倡导美德。《哈泼斯杂志》的埃尔默·戴维斯（Elmer Davis）就称，汤普森获胜并不奇怪，奇怪的应该是德沃怎么会有43万票支持。乔治·肖登哈梅尔（George Schottenhamel）1952年在《伊利诺伊州历史学会期刊》（Journal of the Illinois State Historical Society）发文指出，德沃担任市长期间，芝加哥人度过犯罪猖獗的四年，如此背景下他的竞选口号居然还是“德沃代表体面”，那对于任何候选人来说，他都是可以轻易击败的对手。
没有任何人认为罗伯逊有胜算。《芝加哥论坛报》就称他以“区区”5万1209票排在“可怜的第三名”。墨菲斯伯勒《独立日报》（The Daily Independent）也称他是“毫无希望的老三”。相比之下，只得到两张普选票支持的库普甚至引来美联社报导，《渥太华公民报》（Ottawa Citizen）以此为据发表社论，称社会主义很明显还没什么威胁。
此次选举的另一个特点是犯罪率低至异常，只发生一起投票箱盗窃案，暴力冲突更是微不足道。部分人士认为，这是因为卡彭派党羽保护投票站，确保支持汤普森的选票不受影响，但当代文献中没有证据表明帮派活动卷入，倒是有警方受命在市政厅工作人员协助下保护投票站的记载。警方认为，选举日的风平浪静至少应该部分归功于德鲁奇之死，据称德鲁奇在选举前一天袭击第42选区市议员多尔西·克劳（Dorsey Crowe）位于市中心的办公室，克劳是德沃的支持者。警方当晚在抓捕行动期间将德鲁奇打死。
持续的犯罪浪潮和大萧条导致汤普森支持率下降，他在1931年芝加哥市长选举中不敌民主党人安东·塞马克（Anton Cermak）。汤普森因与卡彭联盟臭名昭著，历史学家普遍认为他是美国历史上品德非常卑劣的市长。德沃落选后当上银行副总裁，于1929年死于胰腺癌。罗伯特落选两天后连任西区公园董事会主席，后于1931年死于心脏病。截至2020年，1927年这场选举依然是共和党候选人最后一次当上芝加哥市长。

### 脚注
1. ↑  Schmidt 1995，第87–89頁
2. 1 2  Schmidt 1995，第89頁
3. 1 2  Schmidt 1995，第90頁
4. ↑  Schmidt 1995，第97頁
5. ↑  Schmidt 1995，第93頁
6. ↑  Schmidt 1989，第148頁
7. ↑  Schmidt 1989，第150頁
8. 1 2 3 4  Nichols 2017
9. 1 2  Schottenhamel 1952，第42頁
10. 1 2  Schottenhamel 1952，第41頁
11. ↑  Schottenhamel 1952，第43頁
12. 1 2  Schottenhamel 1952，第32頁
13. ↑  Centennial List of Mayors, City Clerks, City Attorneys, City Treasurers, and Aldermen, elected by the people of the city of Chicago, from the incorporation of the city on March 4, 1837, to March 4, 1937, arranged in alphabetical order, showing the years during which each official held office
14. ↑  Schottenhamel 1952，第33頁
15. ↑  Schottenhamel 1952，第42–43頁
16. ↑  Dr. Robertson Resigns 1922，第1頁
17. ↑  DR. J.D. ROBERTSON OF CHICAGO DIES 1931，第11頁
18. 1 2  Douglas 1927，第1頁
19. ↑  History of Chicago's Park & Chicago Park District
20. 1 2 3  Schmidt 1989，第154頁
21. ↑  Evans 1927，第1頁
22. ↑  Selzer 2015
23. ↑  Bright 1930，第257–258頁
24. 1 2 3 4 5 6 7  Canvassing Sheet of Primary Election in the City of Chicago—February 22nd, 1927 1927
25. 1 2 3 4 5 6 7 8  Schmidt 1989，第156頁
26. 1 2 3 4 5 6 7 8  Dever is ready;gives outline of platform 1927，第1頁
27. 1 2  Call Political Einsteins for Vote Analysis 1927，第6頁
28. 1 2  Redeem G.O.P., Litsinger plea; race speeds up 1927，第4頁
29. ↑  O'Hara Pulls Out 1927，第5頁
30. 1 2 3  Litsinger for subways now, platform says 1927，第8頁
31. ↑  Bukowski 1998，第182–183頁
32. 1 2 3 4  History – The CTA is created (1947)
33. 1 2  Wilson, Porter & Reiff 2005
34. 1 2 3 4 5  Bukowski 1998，第183頁
35. 1 2 3 4 5  Big Bill mauls Doctor Dill for being unrefined 1927，第5頁
36. 1 2  Bright 1930，第249頁
37. ↑  Litsinger hit 2 to 1 in every ward but one 1927，第1頁
38. 1 2 3 4 5  Elections – City of Chicago – April 5th, 1927 1927
39. 1 2  Albert defeats Haffa in bitter Council battle 1927，第5頁
40. 1 2 3 4  Schmidt 1995，第94頁
41. ↑  Bright 1930，第242頁
42. ↑  mcd 2012.
43. ↑  Bright 1930，第253頁
44. 1 2 3 4 5  Schottenhamel 1952，第44頁
45. 1 2 3 4 5 6 7  Teaford 1993，第199頁
46. 1 2 3 4 5 6 7 8 9 10 11  Schmidt 1995，第95頁
47. ↑  Bright 1930，第250頁
48. 1 2 3 4 5 6  Schmidt 1989，第157頁
49. ↑  Operations – Lines -> State Street Subway & Chicago-l.org
50. ↑  Schottenhamel 1952，第43–44頁
51. 1 2 3  Bukowski 1998，第182頁
52. ↑  Robertson dares razzer to face him in person 1927，第4頁
53. 1 2 3 4  Chicago Mayors, 1837–2007 & Encyclopedia of Chicago
54. ↑  Union Labor presents a solid front for Wm. Hale Thompson for Mayor 1927，第8頁
55. 1 2  G.O.P. groups spurn Big Bill, turn to Dever 1927，第1頁
56. 1 2  Eig 2010，第94–95頁
57. 1 2 3  Schmidt 1989，第162頁
58. ↑  Bukowski 1998，第187頁
59. ↑  Eig 2010，第95頁
60. ↑  Ministers Endorse Dever 1927，第2頁
61. ↑  Hewitt 1927，第1頁
62. 1 2  Albert swings to Dr. Dill in 43rd ward race 1927，第7頁
63. 1 2  Albert ousted; Haffa sworn in as Alderman 1927，第3頁
64. ↑  Schottenhamel 1952，第44–45頁
65. ↑  Kantowicz 1972，第79頁
66. 1 2 3  Bukowski 1998，第186頁
67. ↑  Bukowski 1998，第186–187頁
68. 1 2  Schmidt 1989，第166頁
69. ↑  Schmidt 1989，第187頁
70. ↑  Schmidt 1989，第167頁
71. ↑  Schottenhamel 1952，第35頁
72. 1 2  Rogers 1927，第1頁
73. ↑  Schmidt 1989，第161頁
74. ↑  Schmidt 1995，第95–96頁
75. ↑  Schmidt 1995，第96頁
76. ↑  Schottenhamel 1952，第49頁
77. ↑  Schmidt 1989，第161–162頁
78. ↑  Dever beaten in battle of 993,617 votes 1927，第1頁
79. ↑  Buckingham 1927，第1頁
80. ↑  Evidently married 1927，第17頁
81. ↑  Mr. Koop's two votes 1927，第22頁
82. 1 2  Quiet election surprises Cops guarding polls 1927，第7頁
83. 1 2 3  Eig 2010，第96頁
84. ↑  Schottenhamel 1952，第45–46頁
85. ↑  Grossman 2008，第329頁
86. ↑  William Dever Cancer Victim 1929，第1頁
87. ↑  Dr. Robertson re-elected Chief of West Parks 1927，第22頁
88. ↑  Foe of Thompson dies at Fontana 1931，第1頁
89. ↑  Shefsky 2019
90. ↑  New Face and Longtime Politician Vying for Chicago Mayor 2019